# 荔景邨情殺案
荔景邨情殺案是1980年代香港轟動一時的殺人案，案發於1984年5月8日，革職警員葉少文因與女友梁雪詩感情破裂，持刀到女友居住的葵涌荔景邨樂景樓低層三樓16室家中，斬殺梁雪詩（22歲）、其妹妹梁雪雁（18歲）及其母楊惠群（53歲），造成梁雪詩、梁雪雁身亡，楊惠群重傷。

## 背景
本案兇嫌葉少文與死者梁雪詩原為尖沙咀一間英文書院的同學。畢業後，梁雪詩在布政司署任職文員，葉少文則投考警隊，並當上機動部隊成員。在1981至1983年，兩人漸漸發展成情侶，經常通電話及外出約會。
葉少文對女友言聽計從，為女友戒掉煙酒及賭博習慣；葉少文隨後離開警隊，據說是因為女友不喜歡他這份工作，另有一說指他因紀律問題而被革職。案發時，葉少文在酒店當從業員。
不過，梁女家人一直不喜歡女兒與葉少文交往。1983年10月，梁父因病入院，五天後不治，葉少文召來一群朋友為喪事盡心盡力。他們的關係一度轉好，葉少文亦搬到女友家居住。同住兩個月後，梁女妹妹梁雪雁抱怨葉少文在家太過吵雜，影響她讀書，葉少文聽後揮拳毆打她，導致她牙齒飛脫。梁家事後報警，葉少文亦要搬離梁宅。縱然如此，同年12月葉少文的姊姊結婚時，梁母等人亦有出席婚禮，兩家人的關係仍頗密切。　

## 案發
1984年5月4日，即案發前四天，梁母接到葉少文電話，指梁雪詩因病送往伊利沙伯醫院醫治，她於是立即帶同幼女雪雁趕往醫院，事後始知受騙。當梁母返家後，看見女兒雪詩赤裸上半身，胸圍散在沙發上，梁母一度指她看見女兒被綑綁，嘴巴被塞上東西，但她事後卻改口說沒有親眼看見此情況，事件令葉少文與梁家關係完全破裂。
1984年5月8日17時30分，葉少文突然到梁家位於葵涌荔景邨樂景樓低層三樓寓所門外，雙膝跪地，當時屋內只有梁母及梁雪雁，梁母縱然多番喝斥，葉少文仍不願離開。當梁雪詩正要回家時，家人在露台大聲喝止，並打手勢示意她不要回家，她見狀立即報警。
警方接報後，派兩名軍裝警員到場調查，葉少文仍長跪在單位門外，他哭著向警員說要懇求梁雪詩原諒。此時，梁雪詩從屋內對他說，永遠不會寬恕他，如他不離開，就會向警員揭露他的「污穢騙局」。警方把案件當作男女糾紛案處理，勸喻了近20分鐘後，葉少文假意離開，警方亦收隊。
不過，葉少文不久後折返案發現場，梁母唯有致電葉少文的父母尋求協助。至19時40分，葉父母從沙田禾輋邨康和樓家中趕抵現場，葉母斥責兒子不顧尊嚴，葉父則勸兒子不要把男女感情看得太重。葉少文只說：「回家沒有問題！但我回去後會立即自殺！」梁雪詩此時隔著門說：「即使你死了，我也不會流下一滴眼淚！」
之後，葉少文表示要上洗手間，轉身走到二樓樓梯間小解，旋又再返回現場。梁母此時從屋內走出，將葉氏夫婦二人拉到樓梯間傾談，並指葉少文或要看精神科醫生。此時葉少文說自己有點頭暈，定睛凝視三人談話，突然拿出一把約8吋長的利刃，貼在梁母頸側，並挾持她走到單位門前，對兩姐妹說如不開門，便會馬上殺死梁母。
梁母力勸女兒不要開門，惟女兒因救母心切把鐵閘打開，葉少文即時撲向梁雪詩，向其胸部直刺，再斬向她的頸部。妹妹梁雪雁上前企圖相救，葉少文以刀刺向她的臉龐，又直插她的咽喉。梁母趕忙相救，葉少文亦向其揮刀，梁母在命懸一線中逃入廚房。
居住在313室單位的趙先生，目睹兇手入屋的情景，並聽到梁母呼救聲，立即打電話報警。警方及救護員來到時，急忙把梁家三母女送往瑪嘉烈醫院搶救。梁家兩名女兒已證實死亡，梁母則送往深切治療部。三人最嚴重的傷口均是頸部大動脈。梁母住院一個月後，保住性命。
葉少文父母目睹事後經過後大驚，既不報警，亦沒有對梁氏姊妹施以援手，自行返回沙田禾輋邨康和樓的住所；葉少文行兇後亦返家。當晚凌晨警方大舉出動，於其住所將之拘捕，葉少文同年10月20日提堂受審，他被控兩項殺人罪，加一項嚴重傷人罪。

## 審訊、判刑及上訴
當案件開審時，兇手並不否認殺人，其律師主要提出兇手是在被挑釁下行兇，以此成為減刑理據。初審時，法官並沒有把此問題留給陪審團商議；10月26日陪審團商議45分鐘後，法官裁定被告謀殺及傷害他人罪名成立，依例判處死刑至被港督特赦為止，但當時香港已停止死刑多時，他實際是被判終身監禁，而傷人罪則判入獄18個月。
上訴庭開審時，辯方律師集中以「挑釁」一點作理由，指出雪詩曾對被告說，即使他自殺，她也不會流一滴眼淚，有可能導致被告受刺激而失常性，殺人時已不受控，但法官沒有把這一可能性交由陪審團決定。
上訴法官當時引用案例，指出法官有權決定，被告在犯案時有否被挑釁，不一定要交由陪審團討論，所以原審法官並沒有犯錯。上訴庭引用在普通法案例中，法官德夫林勳爵（Lord Devlin）曾指挑釁殺人必須是「突然和短暫」（sudden and temporary）失去自控能力，若說葉少文受雪詩之言所激怒，卻過了近半小時才動手，途中又曾上廁所，其行為已不符合挑釁殺人之定義。而且，他準備了利刀，並脅持死者母親，這些舉動都顯示行兇並非一時衝動，而是早有預謀，顯示他殺人前的一刻仍有思考能力。翌年3月12日，上訴遭駁回，維持原判。葉少文2014年1月仍在監獄服刑中，未獲得釋放。

## 兇案現場鬧鬼傳聞
傳聞自單位發生凶案後，單位多番發生鬧鬼事件，房屋署雖多番轉租，住客都未住滿一個月便急急搬離。鄰居經常每日凌晨三時，都會聽到走廊有高踭鞋聲，由樓梯（一說為升降機）一直步行到事發單位附近便消失。
最後，房屋署由於要在該處及下層空間加建兩個變電站，以解決屋邨以往不時因供電不穩引致停電的問題（而變壓器需要兩層樓底高度方可安裝），決定把這個單位密封，不再出租，將兇案單位及相鄰單位的大門、氣窗及露台以磚頭封閉，並髹上漆油，成為下層變壓器房的中空部分。不過，傳聞已被截斷水電的密封單位內，夜半時分仍時常傳出電視聲、開關水喉聲，甚至有街坊聲稱聽到單位內傳出兩位女士交談的聲音。
1990年代起鬧鬼事件開始沖淡，漸漸被荔景邨街坊遺忘，事隔多年後，於2012年初，再有居住在樂景樓三樓街坊，聲稱在垃圾房外看見女子黑影，使漸被人遺忘的鬧鬼事件再成為網民熱話。

## 外部連結
- R v IP SIU MAN [1985] HKLY 268
- 【山寨探案實錄：王Sir版】革職警殘殺姊妹花 （页面存档备份，存于）
- 【山寨探案實錄：元方版】荔景邨密室驚魂